# Печера Каскадна
Печера / шахта Каскадна (КН 252-2) — Печера вертикального типу в Криму на Ай-Петринській яйлі. Протяжність — 1980 м, глибина — 400 м, площа — 3500 м², об'єм — 48000 м³, висота входу — 1240 м, категорія складності — 3Б.
Вона розташована на північному борті приайпетринської улоговини. У відповідності зі своєю назвою шахта складається з цілого каскаду глибоких, часом моторошних колодязів, що вражають своєю похмурою пишністю.
Вхід до печери розташований в карстовій воронці на схилі долини, що перетинає південну частину масиву. З дна воронки починається 70-метровий каменепадний колодязь. Тріщинний хід в його стіні 10-метровим уступом відкривається в зал на глибині 110 м, наступний 42-метровий колодязь виводить у 100-метрову майже горизонтальну галерею. В її кінці — каскадна шахта загальною глибиною 74 м. З невеликого залу на її дні починається останній 17-метровий колодязь. Стіни внутрішніх колодязів і шахт кородовані, стік виникає з глибини 110 м. В паводок нижня частина затоплюється водою на висоту до 13 м. На позначці −158 м в стіні галереї є щілина, що виводить в тріщинний хід з серією внутрішніх шахт глибиною 70, 18-22 і 17 м.
Стіни ходу кородовані, місцями покриті натіканнями і  глиною. З глибини 295 м вузький сифонний канал, закладений по тріщині 310, виводить в нову ділянку порожнини, закладеної вздовж розломної зони з простяганням 90-270. Стіни ходів вертикальні, з дзеркалами ковзання, склепіння нерівні, зі слідами вивалів брил вапняку. На підлогах ходів і залів — глибовий навал, скупчення глини, а в основі куполів — натьоки. Тут виявлено два невеликих струмка з витратами у межінь до 0,5 л/с.
Каскадну шахту відкрито в 1956 р. Б. М. Івановим, досліджено в 1958–1959 рр. Комплексною карстовою експедицією АН УРСР до глибини 246 м (В. М. Дублянський). У 1975 р. спортсмени Ялта| Ялтинської спелеологічної секції знайшли в ній нові вертикальні продовження і проникли по них у глиб землі на 305 м. Однак і ця глибина виявилася не граничною: в 1978 р. об'єднана експедиція спортсменів з Сімферополя, Ялти, Севастополя досягла в цій шахті глибини 400 м. У 1982 р. на глибині 110 м Є. Снєтков вийшов у новий колодязь, що приводить у вже відому частину. В кінці 2004 — початку 2005 р. українськими спелеологами було пройдено кілька сифонів і відзнято кілька сот метрів нових ходів, протяжність склала близько 2 км.
Каскадна — найнебезпечніша з кримських печер. За даними контрольно-рятувальної служби Криму за 30 років тут сталося 5 нещасних випадків, з них 2 — з летальним результатом.

## Ресурси Інтернету
- Шахта Каскадна // Кадастр печер та порожнин України
- Каскадная пещера/шахта [Архівовано 8 липня 2015 у Wayback Machine.]
- Курта Д. Пещера Каскадная — «потерянное дно» // Свет. — 2004. — № 24. — С. 14-15. [Архівовано 28 квітня 2017 у Wayback Machine.]
- Курта Д. Неизвестное в известном // Свет. — 2005. — № 27. — С. 8-11. [Архівовано 28 квітня 2017 у Wayback Machine.]
- Ай-Петри, пещера Каскадная
- Перелік класифікованих печер [Архівовано 4 серпня 2020 у Wayback Machine.]

## Виноски
1. ↑  Перелік класифікованих печер. Архів оригіналу за 4 серпня 2020. Процитовано 2 березня 2015.